# دون هيرندون
دون هيرندون (بالإنجليزية: Don Herndon)‏ هو لاعب كرة قدم أمريكية أمريكي، ولد في 4 يونيو 1936 في واوتشولا في الولايات المتحدة، وتوفي في 10 يناير 2009 في ليكلاند في الولايات المتحدة.

## وصلات خارجية
- دون هيرندون على موقع مرجع كرة القدم المحترفة.كوم (الإنجليزية)